# Hymetta arizoniana
Hymetta arizoniana är en insektsart som beskrevs av Fairbairn 1928. Hymetta arizoniana ingår i släktet Hymetta och familjen dvärgstritar. Inga underarter finns listade i Catalogue of Life.